# Comuna Mahdalînivka, Ceaplînka
Mahdalînivka (în ucraineană Магдалинівка) este o comună în raionul Ceaplînka, regiunea Herson, Ucraina, formată din satele Andriivka, Ciorna Dolîna și Mahdalînivka (reședința).

## Demografie
Componența lingvistică a comunei Mahdalînivka
     Ucraineană (92,71%)
     Rusă (4,95%)
     Română (1,78%)
     Alte limbi (0,28%)
Conform recensământului din 2001, majoritatea populației comunei Mahdalînivka era vorbitoare de ucraineană (92,71%), existând în minoritate și vorbitori de rusă (4,95%) și română (1,78%).